# Марянув (гміна Буженін)
Марянув (пол. Marianów) — село в Польщі, у гміні Буженін Серадзького повіту Лодзинського воєводства.
Населення — 175 осіб (2011).
У 1975-1998 роках село належало до Серадзького воєводства.

## Демографія
Демографічна структура станом на 31 березня 2011 року:
|          | Загалом | Допрацездатний вік | Працездатний вік | Постпрацездатний вік |
| -------- | ------- | ------------------ | ---------------- | -------------------- |
| Чоловіки | 92      | 17                 | 65               | 10                   |
| Жінки    | 83      | 8                  | 53               | 22                   |
| Разом    | 175     | 25                 | 118              | 32                   |